# Paillon de Contes
Der Paillon de Contes ist ein Fluss in Frankreich, der im Département Alpes-Maritimes in der Region Provence-Alpes-Côte d’Azur verläuft. Er entspringt unter dem Namen Ruisseau de Planfaé in den Seealpen, nahe dem Col Saint-Roch, im Gemeindegebiet von Lucéram, entwässert generell in südlicher Richtung und mündet nach rund 21 Kilometern als rechter Nebenfluss in den Paillon.

## Orte am Fluss
(Reihenfolge in Fließrichtung)
- Bendejun
- Contes
- La Condamine, Gemeinde Drap